# Kwas sulfoksylowy
Kwas sulfoksylowy (sulfanodiol), H
2SO
2 – nieorganiczny związek chemiczny z grupy tlenowych kwasów siarki, bardzo słaby kwas nieorganiczny o silnych właściwościach redukujących. Jony sulfoksylowe można otrzymać przez rozkład dwutlenku tiomocznika, (NH
2)
2CSO
2, w warunkach alkalicznych w atmosferze argonu. Roztwory wodne kwasu sulfoksylowego i jego soli są nietrwałe. Znane są sole sulfoksylowe cynku i kobaltu, otrzymywane przez działanie wodą amoniakalną na odpowiednie podsiarczyny:
MeS
2O
4 + 2NH
3 + H
2O → MeSO
2 + (NH
4)
2SO
3
gdzie Me = Co lub Zn